# João Paulo di Fabio
João Paulo Di Fabio (*São Carlos, Estado de São Paulo, Brasil, 24 de noviembre de 1979) es un futbolista brasileño, naturalizado italiano. Juega de defensa y su primer equipo en Europa fue el Cagliari Calcio, a donde llegó en enero de 2002.

## Clubes
| Club                | País                     | Año       |
| ------------------- | ------------------------ | --------- |
| Atlético Paranaense | Bandera de Brasil        | 2001      |
| Cagliari Calcio     | Bandera de Italia        | 2002-2004 |
| Como Calcio 1907    | Bandera de Italia        | 2004-2005 |
| FC Thun             | Bandera de Suiza         | 2005-2008 |
| Busan I'Park        | Bandera de Corea del Sur | 2008-     |

- Datos: Q702857